# Ianira
Pour l'Océanide, voir Ianire.
Dans la mythologie grecque, Ianira (en grec ancien Ἰάνειρα / Iáneira) est une Néréide, fille de Nérée et de Doris, citée par Apollodore, Homère et Hygin  dans leurs listes de Néréides.Une des Océanides partage le même nom.

## Famille
Ses parents sont le dieu marin primitif Nérée, surnommé le vieillard de la mer, et l'océanide Doris. Elle est l'une de leur multiples filles, les Néréides, généralement au nombre de cinquante, et a un unique frère, Néritès. Pontos (le Flot) et Gaïa (la Terre) sont ses grands-parents paternels, Océan et Téthys ses grands-parents maternels.

## Mythologie
Ianira est mentionnée comme l'une des 32 Néréides qui se rassemblent sur la côte de Troie, remontant des profondeurs de la mer pour pleurer avec Thétis la mort future de son fils Achille dans l'Iliade d'Homère.